# Relations entre le Bénin et le Burkina Faso
Les relations entre le Bénin et le Burkina Faso font office de coopération de voisignage entre deux Etats frontaliers ayant en commun des réserves naturelles. Le Burkina Faso dispose d'un consulat à Cotonou et le Bénin en a à Ouagagadou,. Le Burkina Faso fait partie des principaux clients du Bénin au premier trimestre  de 2024.

## Diplomatie bénino-burkinabè

### Missions diplomatiques
Le Bénin et le Burkina Faso concluent des accords de coopération économique et transfrontalière. Le 18 mai 2001, les deux pays s'engagent  pour  améliorer le climat de leurs affaires. La Chambre de Commerce du Burkina et Chambre de Commerce du Bénin signent un accord pour harmoniser le commerce bilatéral entre les deux pays, en novembre 2022. En 2023, le président Patrice Talon et le président Ibrahim Traoré établissent un accord-cadre pour une coopération transfrontalière,.
En 2015, le président Boni est désigné médiateur par la Communauté  des États de l'Afrique de l'Ouest (CEDEAO) dans le cadre des élections présidentielles et législatives au Burkina Faso,. Il participe, en novembre 2016, à la prestation de serment du président Michel Kafando,.

### Brouille diplomatique
En juillet 2024, le Bénin convoque l'ambassadeur du Burkina Faso après les accusations d'hébergement de bases françaises et de déstabilisation formulées par le président burkinabé Ibrahim Traoré,.